# 처리 (가수)
처리(1996년 6월 27일 ~)는 대한민국의 가수이자 이투스의 물리학 강사다. 2019년 싱글 《같은 세상 속에 살아도》로 데뷔했다.

## 방송
- 내 전공은 힙합 (2020) - Top4(2위)
- 랩:퍼블릭 (2024)

## 공연
- 제1회 수도전 힙합 문화 정기전 (2018)

## 경력
- 이투스 물리학I 인강 강사
- 다원교육 대치, 목동 물리학I 강사
- 대치 상상 학원 물리학I 강사